# Provincia de Nieto
La provincia de Nieto fue una de las provincias del Estado Soberano de Bolívar (Colombia). Fue creada por medio de la ley del 26 de diciembre de 1862, a partir del territorio del departamento de Sinú. Fue suprimida el 4 de mayo de 1865 y agregada a la provincia de Lorica. Tuvo por cabecera a la ciudad de Ciénaga de Oro. La provincia comprendía el territorio del actual Medio Sinú y Bajo Sinú.